# Giórgos Depóllas
Giórgos Depóllas (Atenas, 28 de mayo de 1947) es un fotógrafo griego.
Nació en Atenas, donde realizó sus estudios. Con siete años ya se interesó por la fotografía como afición y en 1969 terminó sus estudios de director cinematográfico, antes de hacer su servicio militar. En 1974 abrió un estudio fotográfico de moda y publicidad. Paralelamente se dedicó a realizar retratos de popes, pastores y campesinos.
En 1979 fue uno de los miembros fundadores del Centro Fotográfico de Atenas junto a Kostis Antoniadis, Nikos Panayotopoulos, Stefanos Paschos y Yannis Dimou que trataba de promover la fotografía creativa, así como realizar cursos, seminarios y otras actividades. Poco después abrió con Antoniadis y Paschos un estudio con el nombre de "Estudio Imagen" dedicado a la publicidad y el trabajo comercial. En 1981 fue elegido secretario general de la Unión griega de fotografía comercial y creativa.
Ha realizado exposiciones en Atenas, París y otras ciudades. Parte de su obra se encuentra en la Biblioteca nacional de Francia y en colecciones privadas.